# Анна Катерина Зальм-Кірбурзька
Анна Катерина Доротея Зальм-Кірбурзька (нім. Anna Katharina Dorothea von Salm-Kyrburg, 27 січня 1614 — 7 червня 1655) — графиня Зальмська, вільд- і рейнграфиня Зальм-Кірбурзька з роду Зальмів, донька графа Зальм-Кірбургу Йоганна Казимира та графині Зольмс-Лаубахської Доротеї, перша дружина герцога Вюртембергу Ебергарда III.

## Біографія
Народилась 27 січня 1614 року у Фістінгені. Була п'ятою дитиною та третьою донькою вільд- і рейнграфа Зальм-Кірбургу Йоганна Казимира та його першої дружини Доротеї Зольмс-Лаубахської. Мала старших братів Йоганна Людвіга та Георга Фрідріха. Старші сестри померли в ранньому віці до її народження. Згодом сімейство поповнилося двома молодшими доньками.

Протягом Тридцятилітньої війни родині часто доводилося тікати. Зрештою, 1635 року оселилися у Страсбурзі. 

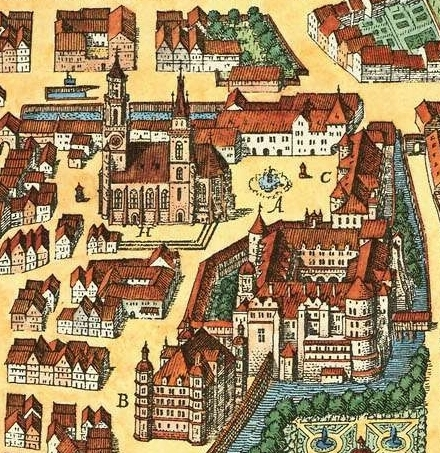
Штутгартський замок

У 23 роки Анна Катерина стала дружиною герцога Вюртембергу Ебергарда III, свого однолітка. Весілля пройшло 26 лютого 1637 у Страсбурзі. Нареченого характеризували як благочестивого, доброго та доброзичливого. Його володіння були захоплені імперськими військами, він зміг повернутися до Вюртембергу лише у жовтні 1638 року. Шлюб був сприйнятий сучасниками критично, оскільки виглядав політично нерозумним по відношенню до імператора. До повернення двору у Штутгарт Анна Катерина народила чоловікові двох синів. Всього у подружжя було чотирнадцятеро дітей
Резиденцією сімейства слугував Штутгартський замок. Ебергард намагався компенсувати поневіряння, які переніс, тримаючи пишний двір. Державними справами займалися, переважно, його радники.
Анна Катерина померла у Штутгарті 7 червня 1655 року. Була похована у крипті місцевої колегіальної церкви.
За рік Ебергард узяв другий шлюб із юною Марією Доротеєю Софією Еттінген-Еттігенською.

## Родина

Ебергард III, гравюра Ансельма ван Гулле

Чоловік —  Ебергард III (герцог Вюртембергу)
Діти:
- Йоганн Фрідріх (1637—1659) — спадкоємний принц Вюртембергу, одруженим не був, дітей не мав;
- Людвіг Фрідріх (1638—1639) — прожив 2 місяці;
- Крістіан Ебергард (1639—1640) — прожив 4 місяці;
- Ебергард (1640—1641) — прожив 2 місяці;
- Софія Луїза (1642—1702) — дружина маркграфа Бранденбург-Байройту Крістіана Ернста, мала шестеро дітей;
- Доротея Амалія (1643—1650) — прожила 7 років;
- Крістіна Фрідеріка (1644—1674) — дружина 1-го князя Еттінген-Еттінгену Альбрехта Ернста I, мала семеро дітей;
- Крістіна Шарлотта (1645—1699) — дружина князя Східної Фризії Георга Крістіана, мала двох доньок і сина;
- Вільгельм Людвіг (1647—1677) — герцог Вюртембергу у 1674—1677 роках, був одружений з Магдаленою Сибіллою Гессен-Дармштадтською, мав четверо дітей;
- Анна Катерина (1648—1691) — одружена не була, дітей не мала;
- Карл Крістоф (28 січня—2 червня 1650) — прожив 4 місяці;
- Ебергардіна Катерина (1651—1683) — дружина князя Еттінген-Еттінгену Альбрехта Ернста I, мала єдиного сина, що помер немовлям;
- Фрідріх Карл (1652—1698) — герцог Вюртемберг-Вінненталю у 1677—1698 роках, був одруженим із маркграфинею Елеонорою Юліаною Бранденбург-Ансбаською, мав семеро дітей;
- Карл Максиміліан (1654—1689) — власник замку Пфуллінґен, одруженим не був, дітей не мав.